# Douala V
Douala V (ou Douala 5e) est une commune d'arrondissement de la communauté urbaine de Douala, département du Wouri dans la région du Littoral au Cameroun. La mairie a son siège dans le quartier Bonamoussadi.

## Géographie
Commune urbaine et rurale, elle s'étend au nord de la communauté urbaine de Douala. Elle est limitée au sud par la commune de Douala III
| Dibombari | Yabassi    |         |
| Bonabéri  | Douala V   | Yabassi |
| Douala I  | Douala III |         |

## Histoire
La commune est créée en 1993, par démembrement de la commune de Douala III.

## Administration

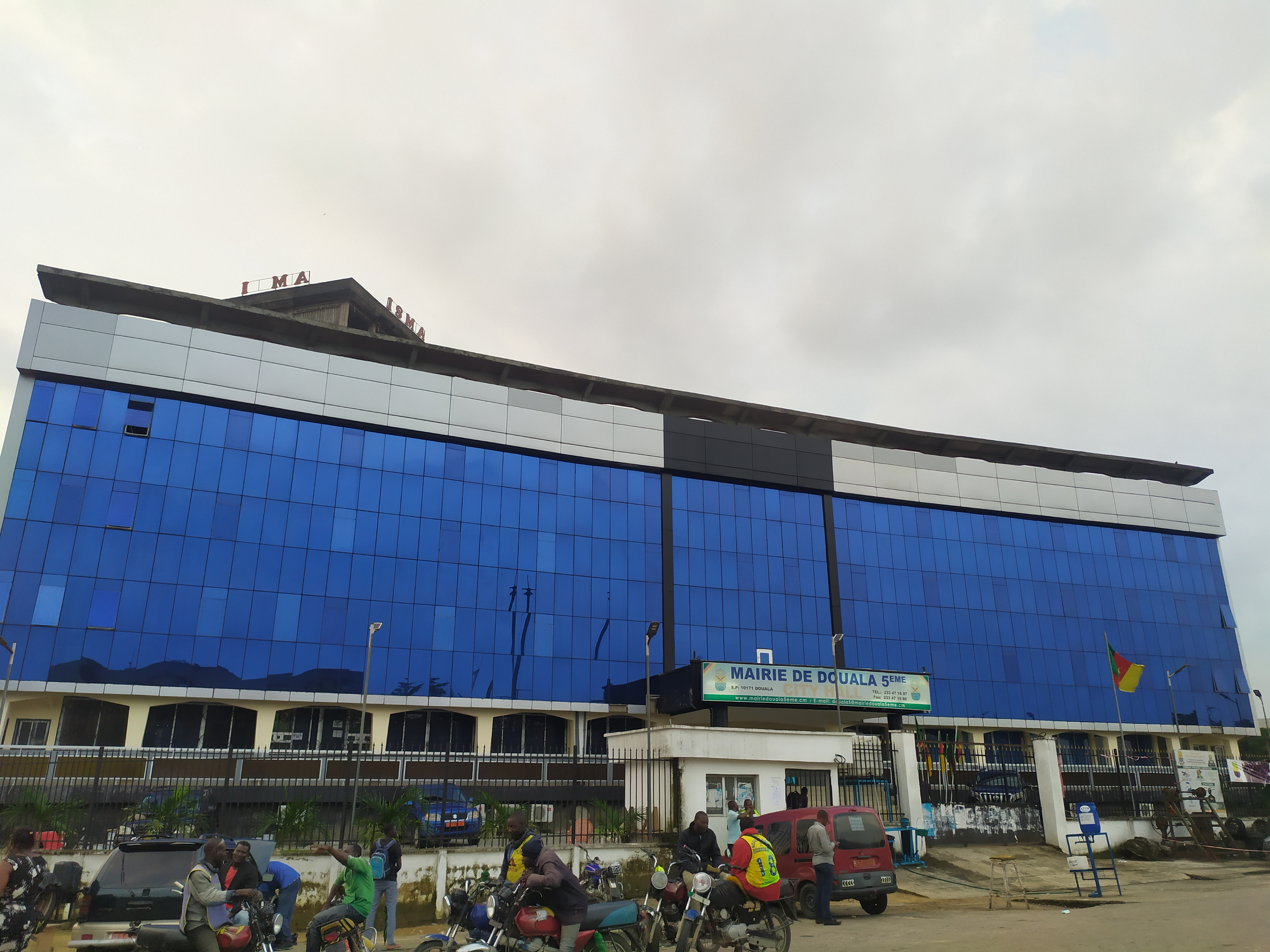
Hôtel de Ville de Douala V

Elle connait plusieurs maires depuis 1996.
Ledoux kuaté est le premier maire, après lui suivent 6 maires donc l'actuel est Richard Nfeungwang qui prit la tête de la mairie en 2020.
| Période     | Identité                  | Parti | Notes            |
| ----------- | ------------------------- | ----- | ---------------- |
| depuis 2020 | Richard Mfeungwang        | RDPC  |                  |
| 2015 - 2020 | Gustave Ebanda            | RDPC  | chef coutumier   |
| 2009 - 2015 | Françoise Foning          | RDPC  | femme d'affaires |
| 2002 - 2007 | Françoise Foning          | RDPC  | femme d'affaires |
| - 2002      | Prosper Tchamabe          | SDF   |                  |
|             | Alexandre Ebobisse Moussi | SDF   |                  |
| 1998 -      | George Asenne Ibo         | SDF   |                  |
| 1996 - 1998 | Jean Ledoux Kuaté         | SDF   |                  |

## Quartiers

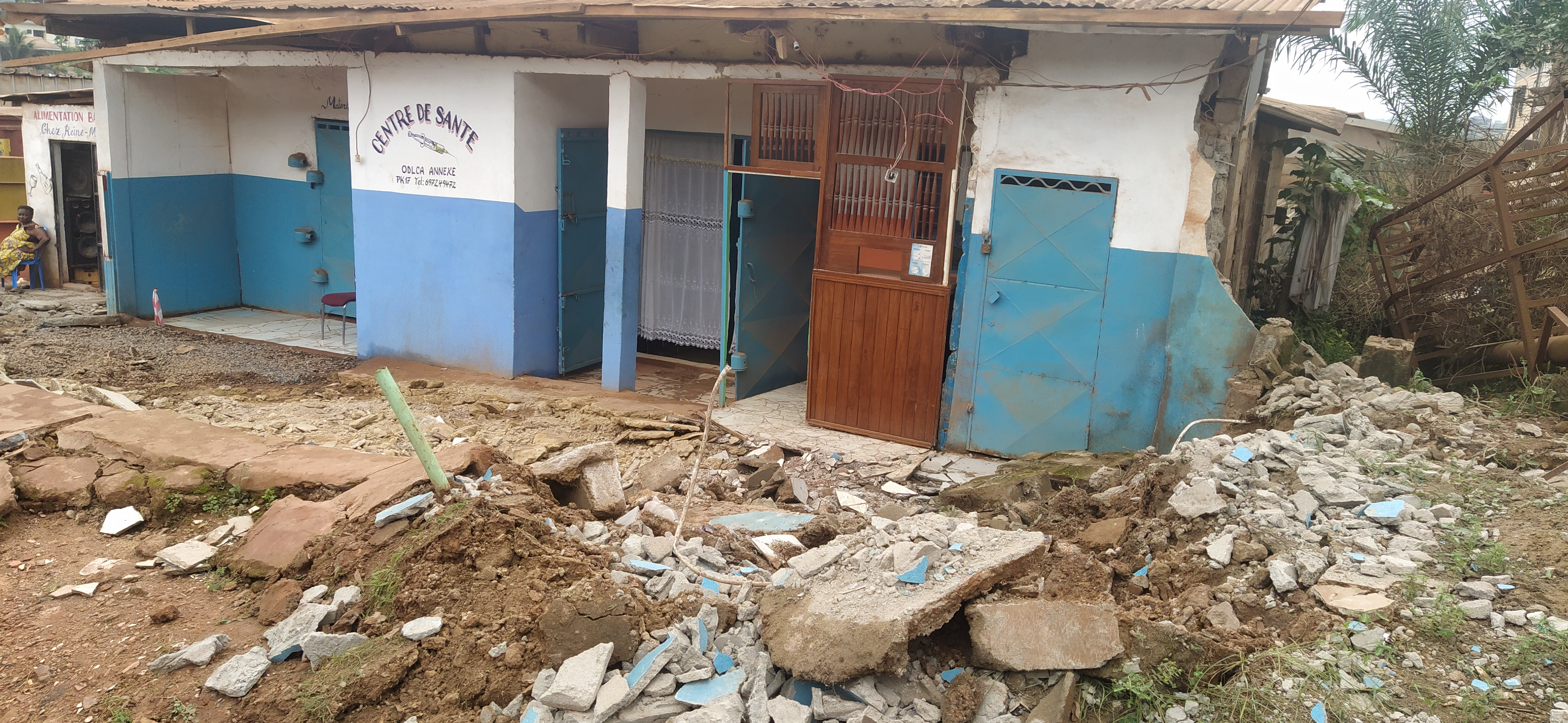
Centre de santé de Bomkul.

La commune est constituée de 31 quartiers dont:
- Bépanda Bonamoussongo
- Bépanda Bonéwanda
- Bépanda Omnisports
- Bépanda Petit Wouri
- Bépanda TSF Cacao Barry
- Bépanda TSF
- Bépanda Voirie
- Bépanda Yonyong
- Bonamoussadi Cité
- Cacao Barry
- Cite des Palmiers
- Cité Makepé
- Cité Sic
- Dikahe (PK10)
- Emene City
- Gentil
- Jourdain
- Kondi PK8
- Makèpè Maturité
- Makèpè Petit Pays
- Makèpè Recasement
- Makèpè Terminus
- Manikè
- Mbenguè City
- Nguereck
- PK 15
- PK 16
- PK 17
- PK 21
- Sobikago
- logpom
- Sodikombo

Elle compte également une chefferie supérieure : Ndogbong et 4 villages du canton Akwa : Bonamouang, Bonamoussadi, Bonangando, Bonangang, ainsi que 10 villages du canton Bassa : Beedi, Kotto, Lendi, Logbessou, Logpom, Makèpè I Missoké, Makèpè II et III, Malangue, Ndogbatti I, Ndogbatti II.

## Cultes

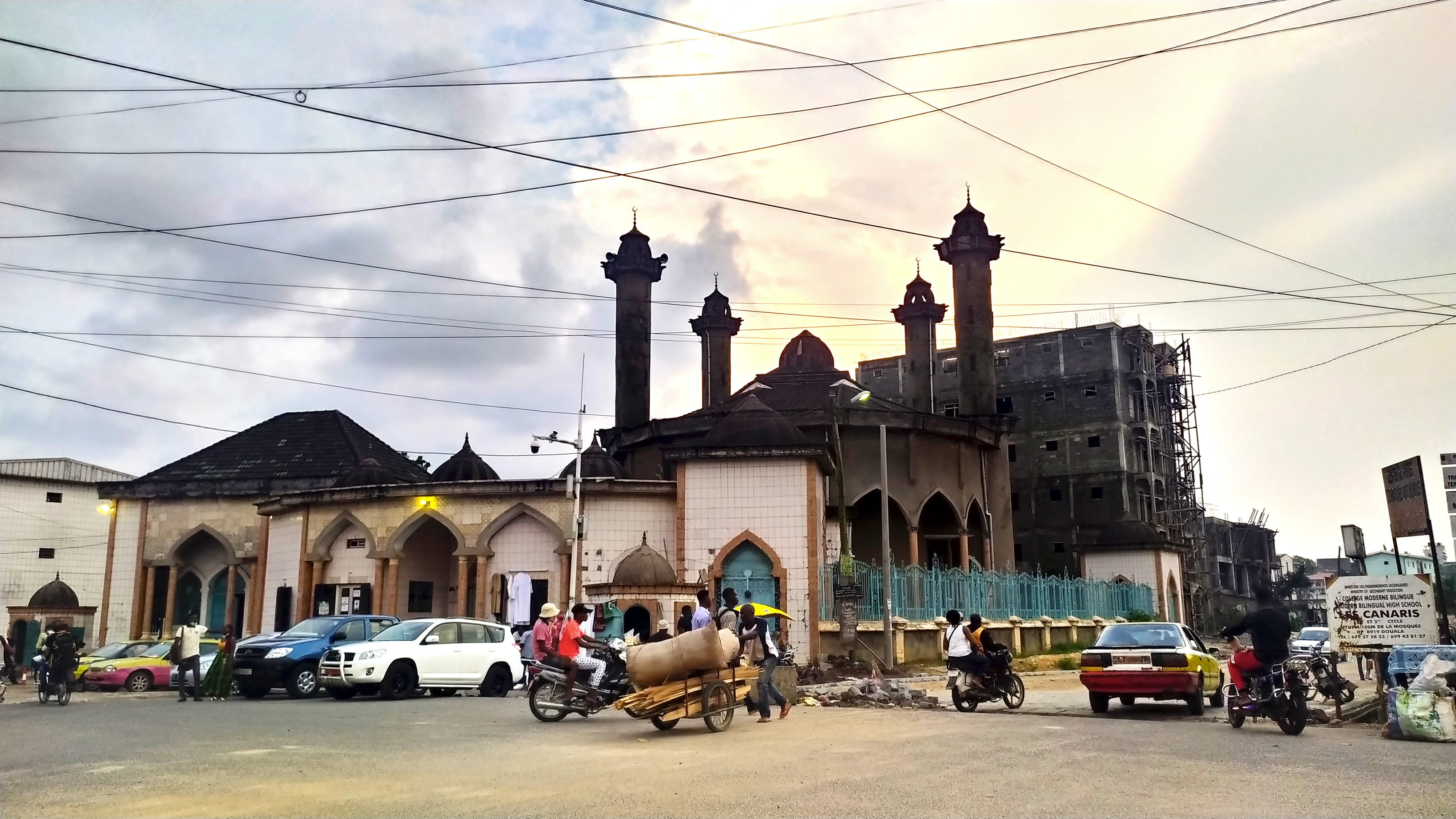
Mosquée de Bonamoussadi

- Notre-Dame de l’Annonciation de Bonamoussadi, église catholique, paroisse du diocèse de Douala

- Saint François d’Assise de Kotto, église catholique, paroisse du diocèse de Douala
- Mosquée de Bonamoussadi
- Paroisse Saint Sharles Lwanga de Bepanda yong-yong
- Paroisse Saint Sacrement de Ndogbong

## Économie
- Marché de Bonamoussadi
- Camtel, siège rue de Deido Bassa
- Marché de Bepanda Double-balle
- Usine SIC Cacaos (Société industrielle camerounaise des Cacaos), filiale de Barry Callebaut.